# Burnsův dědic
Burnsův dědic (v anglickém originále Burns' Heir) je 18. díl 5. řady (celkem 99.) amerického animovaného seriálu Simpsonovi. Scénář napsal Jace Richdale a díl režíroval Mark Kirkland. V USA měl premiéru dne 14. dubna 1994 na stanici Fox Broadcasting Company a v Česku byl poprvé vysílán 3. prosince 1995 na stanici ČT1.

## Děj
Pan Burns se málem utopí při koupeli poté, co mu Smithers položí na hlavu houbu, která zatíží jeho útlé tělo. Pan Burns si uvědomí, že po jeho smrti nikdo nepřevezme jeho dědictví, a rozhodne se najít dědice, jenž by zdědil jeho obrovský majetek. Po letech oddanosti si Smithers myslí, že by jeho bohatství měl zdědit on. Burns věří, že se mu dostane „mnohem větší odměny“, když bude pohřben zaživa se svým šéfem, s čímž Smithers souhlasí. 
Burns udělá konkurz na svého dědice, jehož se zúčastní několik chlapců, včetně Nelsona, Martina a Milhouse. Bart a Líza se také zúčastní konkurzu a neuspějí: Burns Lízu diskvalifikuje, protože je dívka, a Barta, protože se mu nelíbí špatně formulovaný návrh, který mu Homer dává nahlas přečíst. Konkurz končí tím, že Barta Burns k Homerovu pobavení kopne mechanickou botou do zadku. Homer pak řekne Bartovi i Líze, aby to „nikdy nezkoušeli“. Bart se Burnsovi pomstí tím, že zdemoluje jeho sídlo. Burns je ohromen Bartovou zlomyslností a přijme ho za svého dědice, ačkoli se mu zpočátku z podobného důvodu líbil Nelson. 
Homer a Marge podepíší právní dokument, který Barta oficiálně jmenuje Burnsovým dědicem. Marge navrhne, aby Bart trávil čas s osamělým starým mužem, protože má zdědit jeho majetek. Bart je zpočátku odpuzován Burnsovými vlastnostmi, ale poté, co mu slíbí, že mu dá vše, co bude chtít, se s nimi sžije. Brzy Bart opustí svou rodinu, protože Burns mu dovolí dělat, co se mu zlíbí. Bartovi rodiče podají žalobu, aby získali svého syna zpět, ale poté, co si najmou Lionela Hutze jako svého právníka, soud rozhodne, že Burns je „jednoznačně chlapcův biologický otec“. Simpsonovi si najmou deprogramátora, aby Barta unesl, ale ten omylem unese Hanse Krtkovice a vymyje mu mozek, aby si myslel, že je syn Simpsonových. 
Když se Bart cítí sám a chce se vrátit domů, Burns mu namluví, že ho jeho rodina už nemá ráda, a zinscenuje falešné video s herci, kteří Simpsonovy představují. Bart se rozhodne, že Burns je jeho pravý otec, a oslaví to tím, že náhodně vyhodí zaměstnance Springfieldské jaderné elektrárny padacími dveřmi. Lenny je prvním zaměstnancem, kterého tento osud postihne. Když Homer do kanceláře vstoupí Homer, Burns se pokusí zcela zpřetrhat Bartovy rodinné vazby tím, že ho donutí vyhodit svého otce. Místo toho Bart „vyhodí“ Burnse tím, že ho prohodí padacími dveřmi. Smithers rychle skočí do šachty a prosí svého šéfa, aby přistál na Lennym, a zmírnil tak svůj pád. Bart se přestěhuje zpět domů poté, co si uvědomí, že miluje svou rodinu. 

## Produkce
Burnsův dědic byl první epizodou, na níž se Jace Richdale podílel jako scenárista, ačkoli byl součástí štábu seriálu po několik řad. Když Richdale v seriálu začínal jako scenárista, dostal za úkol přijít s nějakým nápadem na příběh a z hlavy vymyslel základní zápletku. Původně měl díl režírovat David Silverman, ale byl tak zavalen prací supervizora, že byl svěřen Marku Kirklandovi. Zatímco jsou Simpsonovi v kině, objevuje se parodie na zvuk THX Deep Note. Během této scény exploduje hlava muže v narážce na film Scanners. Vedení THX se parodie natolik zalíbila, že scéna byla zpracována do skutečné upoutávky na film THX, přičemž scéna byla přepracována pro širokoúhlý formát.
Ve vymazané scéně z epizody pan Burns vypustí „robotického Richarda Simmonse“, aby se zbavil Homera, který tančí na nahrávku písně „Sake Your Booty“ od KC & The Sunshine Band. Simmons byl původně požádán o hostování; podle Davida Mirkina „umíral touhou do seriálu jít“, ale odmítl, když zjistil, že by měl namluvit robota. Byl plně animovaný, ale z Burnsova dědice byl vystřižen, protože při čtení u stolu často neměl dobrou odezvu. Podle Billa Oakleyho došlo mezi štábem ke „značnému rozdělení názorů na to, zda je Richard Simmons terčem, ze kterého by si Simpsonovi měli dělat legraci“, protože to bylo „dobře prošlapané území“. Měli také pocit, že to odvádí pozornost diváků od příběhu. K překvapení produkčního štábu scéna při promítání na animačních srazech a vysokoškolských prezentacích vyvolávala u diváků „výbuchy smíchu“, a tak se rozhodli ji zařadit do 7. řady do Slavnostní epizody.

## Přijetí

### Kritika
Autoři knihy I Can't Believe It's a Bigger and Better Updated Unofficial Simpsons Guide, Warren Martyn a Adrian Wood, napsali, že „díl postrádá emocionální údernost jiných, v nichž jsou členové rodiny rozděleni“.
Colin Jacobson z DVD Movie Guide napsal, že epizoda byla „tak skvělým nápadem, že je překvapením, že po ní nikdo nesáhl dříve“. Podle něj „občas balancuje na hraně kašírovanosti, ale vyhýbá se tomu, aby se stala příliš sentimentální. Je skvělé vidět Burnsův svět z Bartova pohledu.“ DVD Talk udělil epizodě známku 5 z 5, zatímco DVD Verdict jí dal hodnocení B.
Paul Campos z Rocky Mountain News popsal scénu s robotickým Richardem Simmonsem jako „úroveň surrealistické komedie, která se blíží jistému druhu geniality“.

### Sledovanost
V původním vysílání skončil Burnsův dědic v týdnu od 11. do 17. dubna 1994 na 53. místě ve sledovanosti s ratingem Nielsenu 9,4 a byl sledován v 8,85 milionech domácností. Seriál klesl v žebříčku o čtyři místa poté, co v předchozím týdnu skončil na 49. místě. Byl to třetí nejlépe hodnocený pořad na stanici Fox v tom týdnu po Living Single a Ženatém se závazky.